# Cory Morrow

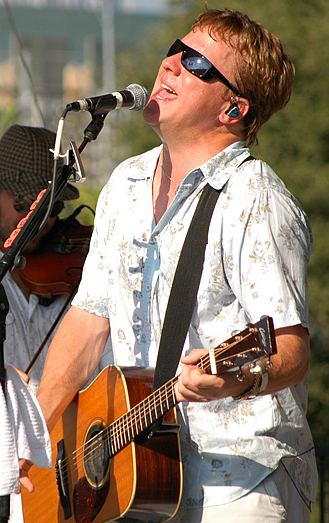
Corry Morrow (2007)

Cory Morrow (* 1. Mai 1972 in Houston, Texas) ist ein US-amerikanischer Sänger der Texas-Country-Szene.

## Biografie
Cory Morrow, geboren im Jahr 1972 in Houston, Texas, begann mit dem Gitarrespielen im Alter von 15 Jahren. Zu dieser Zeit bevorzugte er stilistisch den Hard Rock, bevor er später zur Country-Musik fand. Während seiner Zeit auf der High School begann Corrow zudem mit dem Schreiben eigener Lieder. Anfang der 90er-Jahre studierte er in Lubbock, bevor er 1993 nach Austin ging. Auf dem College lernte er auch den Singer-Songwriter Pat Green kennen, zu dem er eine lang anhaltende Freundschaft pflegte. Sein erster Tonträger war im Jahr 1997 die EP Texas Time Travelin, im selben Jahr kam es zudem zur Veröffentlichung seines ersten Albums The Corry Morrow Band, das zeitgleich zu seinem gemeinsamen Album mit Pat Green, Songs We Wish We'd Written, im Februar 2001 wiederveröffentlicht wurde. Die Kollaboration war der kommerzielle Durchbruch für den – in den Charts zuvor nicht vertretenen gewesenen – Sänger und blieb bis heute sein größter Charterfolg: Platz 26 der Country-Charts erreichte das Album.
Morrow blieb auch in den Folgejahren sehr aktiv, bis seine Karriere im Jahr 2005 eine entscheidende Wendung erhielt, als er wegen unerlaubten Besitzes von Kokain und Trunkenheit am Steuer von der Polizei festgenommen wurde. Zwar handelte sich aufgrund der geringen Menge an Kokain lediglich um eine Ordnungswidrigkeit, sein Leben änderte sich jedoch auch so. Morrow legte nun einen großen Wert auf Spiritualität und lernte eine Frau kennen, die bald zu seiner Verlobten wurde. Im Jahr 2012 veröffentlichte er ein – im Nachtklub Billy Bob’s Texas aufgenommenes – Livealbum, womit er sich in eine Riege mit Sängern und Bands wie Willie Nelson, Micky & the Motorcars oder Pat Green einreihte. Heute ist er einer bedeutendsten Interpreten der Texas Country-Szene.

## Diskografie

### Studioalben
- 1997: The Cory Morrow Band
- 1998: The Man That I Have Been
- 2002: Outside the Lines
- 2005: Nothing Left to Hide
- 2007: Ten Years
- 2008: Vagrants & Kings
- 2010: Brand New Me
- 2015: The Good Fight

### Livealben
- 2001: Double Exposure: Live
- 2003: Outside the Lines
- 2007: Live From Austin TX
- 2012: Live at Billy Bob’s Texas

### Gemeinschaftsalben
- 2001: Songs We Wish We’d Written (mit Pat Green)

### EPs
- 1997: Texas Time Travelin
- 2010: Ramblin’ Man

### Singles
- 2001: Texas on My Mind (mit Pat Green)
- 2005: Beat of Your Hear
- 2010: Ramblin’ Man
- 2010: Brand New Me
- 2011: Lead Me On
- 2012: Hold Us Together